# Operatie Dragoon
Operatie Dragoon was de geallieerde amfibische landing op de Franse Middellandse Zeekust op 15 augustus 1944, met als doel het openen van een tweede front in Frankrijk om de geallieerde opmars te versnellen. Operatie Dragoon werd grotendeels gebaseerd op de geannuleerde Operatie Anvil.

## Het plan
In de planningsfase werd de operatie Anvil (Engels voor aambeeld) genoemd, als complement van Operatie Hammer (hamer), die op dat moment de codenaam was voor de invasie in Normandië. Later kregen beide operaties een andere naam: de laatstgenoemde werd Operatie Overlord en operatie Anvil werd Operatie Dragoon.
Zowel de Britten als de Amerikanen gaven aan de strijd in Europa tegen Duitsland voorrang boven de strijd in de Pacific tegen de Japanners. Daarnaast wilden ze, door nog een nieuw front te openen, de druk op de andere fronten doen afnemen. De Fransen onder generaal De Gaulle dreigden zich terug te trekken van het Italiaanse front als de bevrijding van Zuid-Frankrijk niet werd bespoedigd door een directe invasie.
Op 6 juni 1944 waren de westerse geallieerden geland op de stranden van Normandië. Terwijl de grootste amfibische invasie aller tijden aan de gang was, waren de leiders al bezig om nieuwe plannen voor te bereiden. De Amerikanen en Fransen waren van mening dat men nog een front zou moeten openen, de Britten vonden dat ze de huidige fronten moesten versterken.
Ondertussen moesten de Duitsers al op drie fronten vechten, namelijk in Italië, in Noord-Frankrijk en aan het oostfront, waar ze snel werden teruggedrongen. Winston Churchill, de Britse leider, was de mening toegedaan dat Operatie Anvil niet nodig was. Hij vond dat die onnodig troepen en materieel kostte, wat beter kon worden gebruikt voor een invasie in de Balkan, aangezien Duitsland uit deze landen hun olievoorraad haalde. Naast het beperken van de toegang van Duitsland tot de veelgevraagde olie, zou West-Europa, na de overgave van de Duitsers, dan niet in handen vallen van het Rode Leger. Churchill was van mening dat op deze manier kon worden verhinderd dat de troepen van de Sovjet-Unie zouden doorstoten tot de Atlantische Oceaan. Churchill heeft later alsnog ingestemd met de plannen van de Amerikanen en Fransen voor een invasie in Zuid-Frankrijk en zou gezegd hebben: 'I was dragooned', wat vervolgens de naam van de geannuleerde operatie Anvil werd.
Het oorspronkelijke plan was dat een combinatie van Vrije Fransen en Amerikaanse troepen nabij Toulon zouden landen. Ze zouden dan eerst Toulon veroveren en dan doorstoten naar Marseille om daar de Duitsers uit te verdrijven. Het plan werd echter in 1944 herzien, doordat er een conflict was ontstaan tussen de Britten, die van mening waren dat alle mogelijke geallieerde troepen en het beschikbare materiaal naar Italië moest worden gestuurd, en de Amerikanen, die het plan steunden.
Door de val van Rome begin juni en het succes van Operatie Cobra, de uitbraak in Normandië, viel de keuze op Operatie Dragoon. Uit tactische overwegingen gingen de Britten hiermee akkoord. Operatie Dragoon zou plaatsvinden op 15 augustus 1944.
De Amerikaanse 6e legergroep, onder leiding van Jacob L. Devers, werd op 1 augustus 1944 gevormd en gestationeerd op Sicilië, vanwege de Operatie Dragoon. In eerste instantie stond de legergroep onder het commando van de AFHQ (Allied Forces Headquarters). Een maand na de landing werd het commando overgedragen aan de SHAEF (Supreme Headquarters, Allied Expeditionary Forces), dat onder leiding stond van generaal Dwight D. Eisenhower, de opperbevelhebber van de geallieerde strijdkrachten in West-Europa. Task Force 88 werd ook in augustus gelanceerd, om de landing te ondersteunen.

## Duitse verdediging
De verdediging van de 640 kilometer lange kustlijn, tussen Menton en Cerbère, viel onder de verantwoordelijkheid van het Duitse 19e leger. Tijdens de landingen in Normandië had het leger de beschikking over zes divisies. Daarvan moest het er naarmate de strijd in Noord-Frankrijk vorderde drie afstaan en kreeg het slechts de 198e Infanteriedivisie terug. Tevens werden de restanten van de 716e Infanteriedivisie naar het zuiden gestuurd. Generaal Blaskowitz, bevelhebber van de Duitse Armeegruppe G waar het 19e leger onder viel, liet weten dat hij door de verzwakking niet langer zekerheid kon bieden aan de Zuid-Franse kust.
Op 10 augustus werd bovendien de 338e Infanteriedivisie overgeplaatst naar het noorden. De 11e Pantserdivisie had daarentegen opdracht gekregen om zich van Montauban naar Avignon te begeven, maar dit zou echter pas op 13 augustus gebeuren. Een dag later stonden vrijwel alle troepen van de divisie nog op de rechteroever van de Rhône en waren dus niet direct inzetbaar. Het 19e Leger onder leiding van Generaal Friedrich Wiese was dus verzwakt en de beloofde versterking was nog niet aangekomen.
Op zee was de situatie niet veel beter voor de Duitsers. Slechts een beperkt aantal marine-eenheden was gestationeerd in Zuid-Frankrijk. De Amerikaanse bombardementen op de marinebasis in Toulon werden in de weken voorafgaand aan Operatie Dragoon opgevoerd, waarbij de Duitsers ook nog relatief grote verliezen leden.
In het luchtruim hadden de Duitsers de beschikking over 70 jagers en 130 bommenwerpers. Deze vliegtuigen konden niet op tegen de overmacht van de geallieerden in het luchtruim.

## De landingen

### De situatie vlak voor de landingen
De geallieerden versterkten het gevoel van de Duitsers dat er landingen kwamen nabij Marseille en Genua, door rubber poppen als parachutisten te droppen nabij de Rhônemonding, zoals eerder al was gebeurd bij Sainte-Mère-Église. Bovendien werden de kuststroken bij deze steden flink gebombardeerd, waardoor de Duitse leiding ervan overtuigd was dat de invasie plaats zou vinden nabij deze twee steden. Ze lieten het zware geschut en een groot deel van de troepen richting Marseille en Genua trekken, waardoor de plaats van de werkelijke invasie onderbezet was aan Duitse zijde.
Als de BBC het codezinnetje "Gabi dort dans les herbes" (=Gaby slaapt in het gras) en het codewoord "Nancy a un torticollis" (= Nancy heeft een stijve hals) via de radio zou zenden, dan wist het Franse verzet dat de landing binnen 24 uur zou plaatsvinden. Het verzet had, in overleg met de geallieerden, besloten dat het verzet bruggen zou opblazen, telefoonkabels zou doorknippen, fabrieken zou aanvallen en Duitse opslagplaatsen zou bestoken. Ook hier liet het Duitse antwoord niet lang op zich wachten. Het verzet had een Duitse officier vermoord en om dat te wreken werden er al op 9 juni in Tulle 99 mensen opgehangen. Kinderen uit Vence werden zonder reden naar een concentratiekamp gevoerd. Velen hiervan zouden nooit meer terugkeren.

### De landing
De geallieerde troepen waren verdeeld in drie Amerikaanse divisies van de 6e Legergroep, ondersteund door één Franse pantserdivisie. De 3e Infanteriedivisie landde links op Alpha Beach (Cavalaire-sur-Mer), de 45e infanteriedivisie landde in het midden op Delta Beach (Saint-Tropez) en de 36e infanteriedivisie landde rechts op Camel Beach (Saint-Raphaël). Bij Cap Negre, de westflank van de invasie, landden een grote groep Franse commando's. Zij hadden als opdracht het uitschakelen van Duitse artillerie. Deze opdracht staat beter bekend als Operatie Romeo. Zij werden ondersteund door andere Franse commando's, die op beide flanken van de invasie landden. Tevens werd er, ter ondersteuning, een aanval vanuit de lucht nabij Le Muy - Le Luc uitgevoerd. Hier landden parachutisten van het 1st Airborne Task Force in het kader van Operatie Dove. Ook werden er twee eilanden nabij het vasteland bezet door de 1st Special Service Force. Zij hadden een beschermende factor voor de troepen op de stranden. Deze operatie draagt de naam Operatie Sitka.
Naast de grote troepenmacht, werd Operatie Dragoon ook ondersteund door zwaar geschut vanaf de zee en vanuit de lucht. Meer dan vijftig geallieerde schepen ondersteunden de grondtroepen die de stranden bestreken. De ondersteuning vanuit de lucht was afkomstig van zeven kleine vliegdekschepen die voor de kust van Zuid-Frankrijk lagen.
Meer dan 94.000 manschappen en 11.000 voertuigen kwamen aan land op de eerste dag. Een groot aantal Duitse troepen was overgebracht naar Noord-Frankrijk om daar tegen de geallieerde troepen te vechten, die tijdens landingen in Normandië aan land waren gekomen. Bovendien had het Franse verzet strijd geleverd met Duitse troepen en deze Duitse troepen werden gedwongen zich terug te trekken. Hierdoor konden de geallieerden zonder veel tegenstand voet aan wal zetten, waarna ze het binnenland konden intrekken. Het eerste etmaal was er al een bruggenhoofd van 20 km gevormd. De geallieerde landingen waren geslaagd, terwijl de Duitsers er wederom een front bij hadden. Ze moesten nu vechten in Zuid-Frankrijk, Noord-Frankrijk, Italië en aan het oostfront.

## Na de landingen

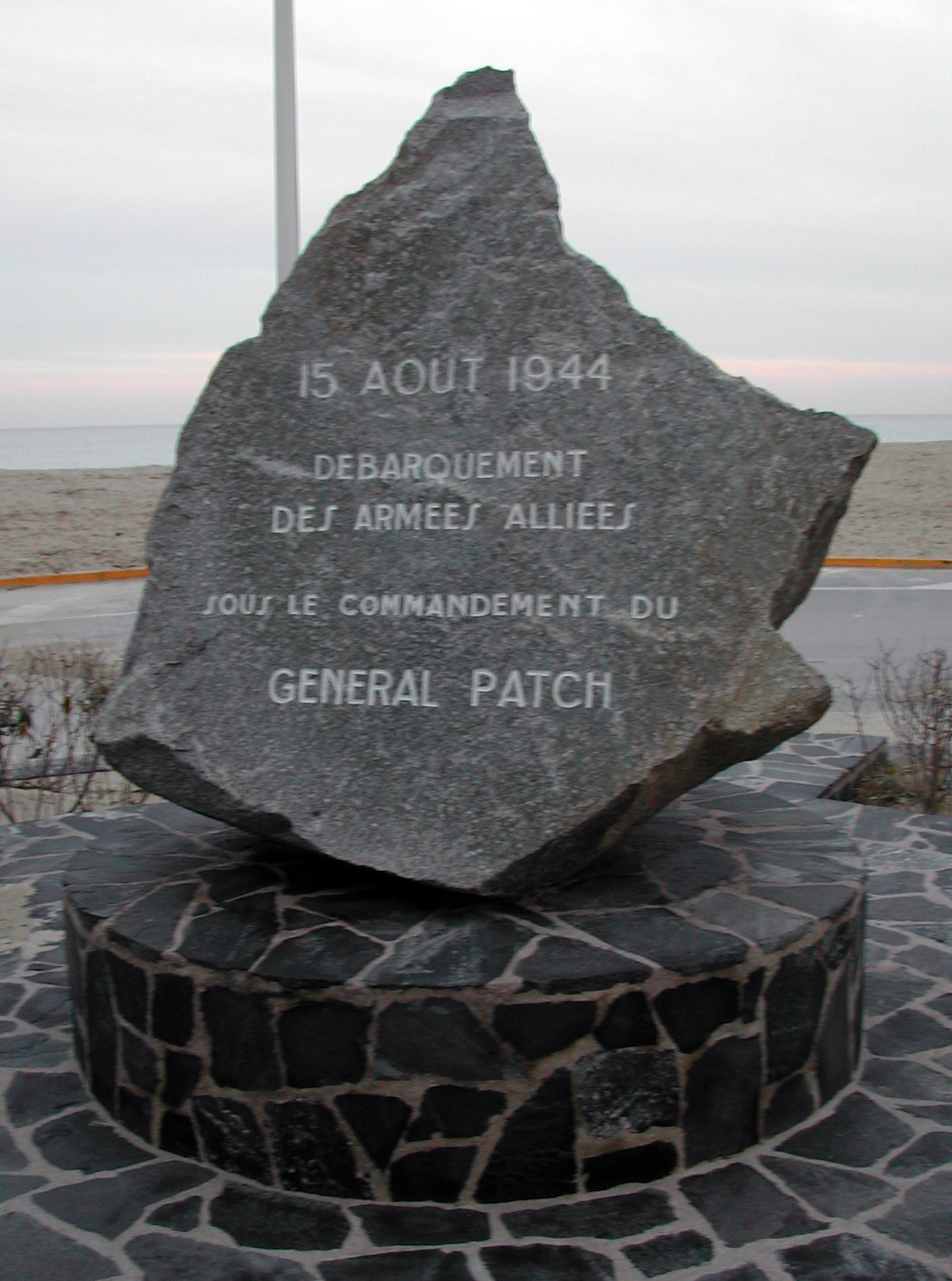
Monument voor de landingen van geallieerde troepen onder leiding van generaal Alexander Patch op de stranden van St. Tropez, Frankrijk

De snelle terugtocht van het Duitse 19e leger resulteerde in vele winsten voor de geallieerden. Bij het opstellen van het plan werd rekening gehouden met een flinke weerstand nabij de landingsgebieden. De weerstand aan de kust was echter gering, waardoor de geallieerde troepen sneller oprukten dan verwacht. Hierdoor kwam men na een tijd met brandstoftekort te zitten, waardoor enkele Duitse troepen konden ontsnappen.
Na een snelle opmars vanuit de kust naar het binnenland, werd de Duitse weerstand iets heviger, maar was nog steeds minimaal. Doordat veel troepen naar Noord-Frankrijk waren overgebracht, kampten de Duitsers in het zuiden met een troepentekort. De Duitsers hadden 186 vliegtuigen en ongeveer 250.000 manschappen tot hun beschikking, waaronder veel gewonden en zieken. Tegenover deze Duitse troepenmacht stonden ruim 500.000 geallieerde troepen. In Le Dramont en Agay boden de Duitsers nog hevige weerstand, maar verder waren ze met niet veel meer bezig dan het terugtrekken van de nog beschikbare troepen.
De snelle terugtocht van de Duitsers leidde midden september, nabij Dijon, tot het eerste contact tussen de geallieerde troepen uit Noord-Frankrijk en de geallieerde troepen uit Zuid-Frankrijk.
Tijdens Operatie Dragoon trachtten de geallieerde troepen om de haven van Marseille in te nemen. Deze opzet slaagde en dit leverde veel voordeel op voor de geallieerden. Door de Operatie Cobra en Operatie Dragoon, kampten de geallieerden met een brandstofgebrek. Er moest bijna een stop worden gezet aan de opmars, vanwege een tekort aan brandstof. 
 Ondanks de beschadigingen aan de haven van Marseille en zijn toevoerlijnen, werd die toch in gebruik genomen, aangezien het van essentieel belang was dat de opmars kon voortduren. De aanvoerroute vanuit Marseille werd een zeer belangrijke bevoorradingsroute voor de geallieerde troepen en zorgde voor ruim 30% van alle bevoorrading.